# Mishima Shōei
Mishima Shōei (三品彰英) est un universitaire japonais né le 5 juillet 1902 et mort le 19 décembre 1971. Spécialiste de l'histoire de la Corée, il est l'un des principaux tenant d'une vision qui légitime la colonisation japonaise.